# George Wyner
George Wyner (Boston, 20 oktober 1945) is een Amerikaans acteur.

## Biografie
Wyner werd geboren en groeide op in Boston bij joodse ouders. Hij studeerde in 1968 af in drama aan de universiteit van Syracuse in Syracuse (New York). 
Wyner begon in 1971 met acteren in de televisieserie The Odd Couple, waarna hij nog meer dan 195 rollen speelde in televisieseries en films. Hij is vooral bekend als hulpofficier van justitie Irwin Bernstein in de televisieserie Hill Street Blues, waar hij in 52 afleveringen speelde (1982-1987). 
Wyner is in 1973 getrouwd en heeft twee kinderen. 

## Filmografie

### Films
Selectie:
- 2012 Trouble with the Curve – als Rosenbloom
- 2009 A Serious Man – als rabbijn Nachtner
- 2001 Not Another Teen Movie – als mr. Cornish
- 2001 American Pie 2 – als kampleider
- 1997 The Devil's Advocate – als Meisel
- 1987 Spaceballs – als kolonel Sandurz
- 1986 Wildcats – als schoolhoofd Walker
- 1985 Fletch – als Marvin Gillet
- 1976 The Bad News Bears – als manager White Sox
- 1976 All the President's Men – als advocaat
- 1973 The Long Goodbye – als politieagent op strand

### Televisieseries
Selectie:
- 2022 Reboot - als Bob - 5 afl.
- 2011-2014 Melissa & Joey – als rechter Reuben Biddle – 3 afl.
- 2003-2013 Days of our Lives – als rechter David Goldberg – 8 afl.
- 2011-2012 Retired at 35 – als Richard – 10 afl.
- 2009-2011 The Mentalist – als dr. Steiner - 3 afl.
- 2007-2009 Desperate Housewives – als Dr. Rushton – 3 afl.
- 2003-2006 Less Than Perfect – als Alan Turnbach – 3 afl.
- 2001-2004 Days of our Lives – als Leon Stern – 4 afl.
- 1998 Living in Captivity – als Charlie – 4 afl.
- 1997 Total Security – als Norman Rosenfeld – 3 afl.
- 1993-1994 Good Advice – als Artie Cohen – 19 afl.
- 1991-1992 Man of the People – als Art Lurie – 10 afl.
- 1987-1989 She's the Sheriff – als hulpsheriff Max Rubin – 45 afl.
- 1982-1987 Hill Street Blues – als hulpofficier van justitie Irwin Bernstein – 52 afl.
- 1982-1985 Matt Houston – als Murray Chase – 19 afl.
- 1983 At Ease – als korporaal Wessel – 14 afl.
- 1981 Nero Wolfe – als Saul Panzer – 11 afl.
- 1981 Soap – als dr. Rudolph – 1 afl.
- 1978-1979 Kaz – als officier van justitie Frank Revko – 22 afl.
- 1976-1977 Delvecchio – als hulpofficier van justitie Dorfman – 4 afl.

- Biblioteca Nacional de España: XX5007742
- Gemeinsame Normdatei: 1229657118
- International Standard Name Identifier: 0000 0001 1441 3429
- Library of Congress Control Number: no2003093054
- Nationale Bibliotheek van Israël: 987007444502105171
- SNAC: w69x5q9j
- Virtual International Authority File: 34152679
- WorldCat: E39PBJjXgKvDvxH46cVTPhQQbd